# 北山抄

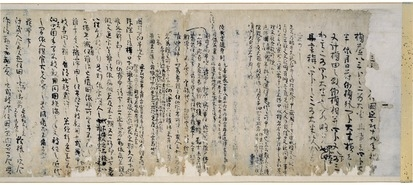
『稿本北山抄』巻10（部分、藤原公任撰・筆、京都国立博物館蔵、国宝、縦30.3cm）

北山抄（ほくざんしょう）は、平安時代中期に成立した私撰の儀式書。藤原公任の撰。全10巻。『北山納言記』・『四条大納言記』・『四条記』とも。

## 概要
書名は、四条大納言・藤原公任が晩年に京都の北山に隠棲したことに由来している。
各巻ごとに成立の事情が異なるとされ、例えば巻4・巻5は藤原道長の求めに応じたとされ、巻7は弁官であった息子・藤原定頼のために、巻8・9は近衛大将であった娘婿・藤原教通（道長の子）のために著したと伝えられている。1冊の書物として成立するのは、長和-治安（1012年-1023年）の頃と推定されている。現存する本には未定稿のままであったと思われるものが含まれている他、『水左記』や『江家次第』には現存本にはない引用が含まれており、かつては別系統に属ずる本が存在していたと推定されている。
編集過程において、祖父である藤原実頼（『清慎公記』）や、父・藤原頼忠、大叔父・藤原師輔（『九暦』）などの日記・記録、源高明の『西宮記』などの先行する著作などを先行する著作を参考に小野宮流・九条流両方の要素を取り入れた内容になっている。『西宮記』と同様に有職故実の先例を記した書として公家社会では後世まで重視された。
現存する本として京都国立博物館所蔵（三条家旧蔵）の全10巻と尊経閣文庫に属する一群がある。前者の巻10は藤原公任自筆による草稿本である。紙背文書は長徳2年（996年）から長保6年（1004年）までの文書（年代判明分のみ）で構成され、特に検非違使別当宣案をはじめとする公任が検非違使別当を務めていた時期の関係文書や当時としては珍しい仮名消息などが含まれており、本文と同様の貴重な史料となっている。この草稿本作成に伴って現存している一群の公文書は『三条家本北山抄裏文書』と呼ばれている。後者は遅くても鎌倉時代までに書写された巻子本12巻（巻3が3部・巻5が2部・巻10が欠失）と永正（戦国時代）に三条西公条が書写した冊子本5巻が存在し、京都国立博物館本と尊経閣文庫巻子本は国宝に指定されている。
また、近年宮内庁書陵部に所蔵されていた旧九条家所蔵文書の中に巻7の断簡が含まれており、その中には猿の顔の刻印が押されているものがあることが判明した。

## 内容
| 巻数 | 題名       | 概要                             |
| ---- | ---------- | -------------------------------- |
| 1    | 年中要抄上 | 正月-5月の年中行事               |
| 2    | 年中要抄下 | 6月-12月の年中行事               |
| 3    | 拾遺雑抄上 | 恒例の儀式・臨時の儀式（一部）   |
| 4    | 拾遺雑抄下 | 臨時の儀式（一部）               |
| 5    | 践祚抄     | 天皇の譲位・践祚・即位関連       |
| 6    | 備忘       | 天皇の詔書・除目関連             |
| 7    | 都省雑事   | 外記政・請印など太政官の事務関連 |
| 8    | 大将儀     | 近衛大将の職務・儀式関連         |
| 9    | 羽林要抄   | 近衛中将以下の近衛府関連         |
| 10   | 吏途指南   | 国司（受領）関連                 |